# Leda y el cisne (Leonardo)
Leda y el cisne es el título de una obra perdida del pintor renacentista italiano Leonardo da Vinci, de la que se conservan distintos bocetos, copias, réplicas y otras versiones.

## LaLeda Borghese
De todas ellas la Leda col cigno ("Leda con el cisne") conservada en la Galería Borghese de Roma es una de las que más tiempo se atribuyó directamente a la mano de Leonardo. Hoy se asume que es una copia y no precisamente del original, sino una recreación a partir del cartón realizada por un discípulo leonardesco, Cesare da Sesto. Esta copia está documentada en la Galería Borghese desde 1693. Está pintada al temple sobre tabla y mide 112 cm de alto y 86 cm de ancho. El original, heredado en su día por Salai y el que se tasó más alto, desapareció. En 1625 está documentada la Leda de Leonardo en Fontainebleau, pero con una descripción ligeramente distinta, ya que menciona "dos huevos a los pies de la figura, de cuyas cáscaras se ve que han salido cuatro niños" (Cassiano del Pozzo).
Representa a Leda, reina de Esparta y a Zeus, metamorfoseado en cisne; a los pies de Leda se encuentran los cascarones que ella ha puesto y de los que salen Helena, Clitemnestra y los dioscuros gemelos Cástor y Pólux. El estilo de Leonardo está muy bien reflejado. Parece ser el único desnudo femenino de sus obras; muestra el interés de Leonardo por la antigüedad grecolatina, acentuado tras su estancia en Roma entre 1513 y 1516. Mas en su época, esta pintura fue tratada por sus contemporáneos como un tema muy erótico debido no solo a la desnudez y lozana gracilidad de la joven representada sino a su pose en sugerente contraposto (postura frontal sinuosa) constituido en el esquema (no visible) del esbozo a partir de una espiral que se eleva desde los pies contorneándole el cuerpo hasta la cima de la cabeza de delicados y dulces rasgos, reforzado queda el erotismo por la sonrisa entre candorosa e insinuante de Leda mientras sostiene al largo cuello del cisne (cuello que se puede interpretar como fálico por sus formas). Aquí se puede observar toda su técnica sobre la perspectiva aérea. En primer plano las líneas de los contornos son más vivos y a medida que la imagen se va alejando, pierde nitidez, debido a las imperceptibles partículas de la atmósfera.

## Las demás "Ledas"

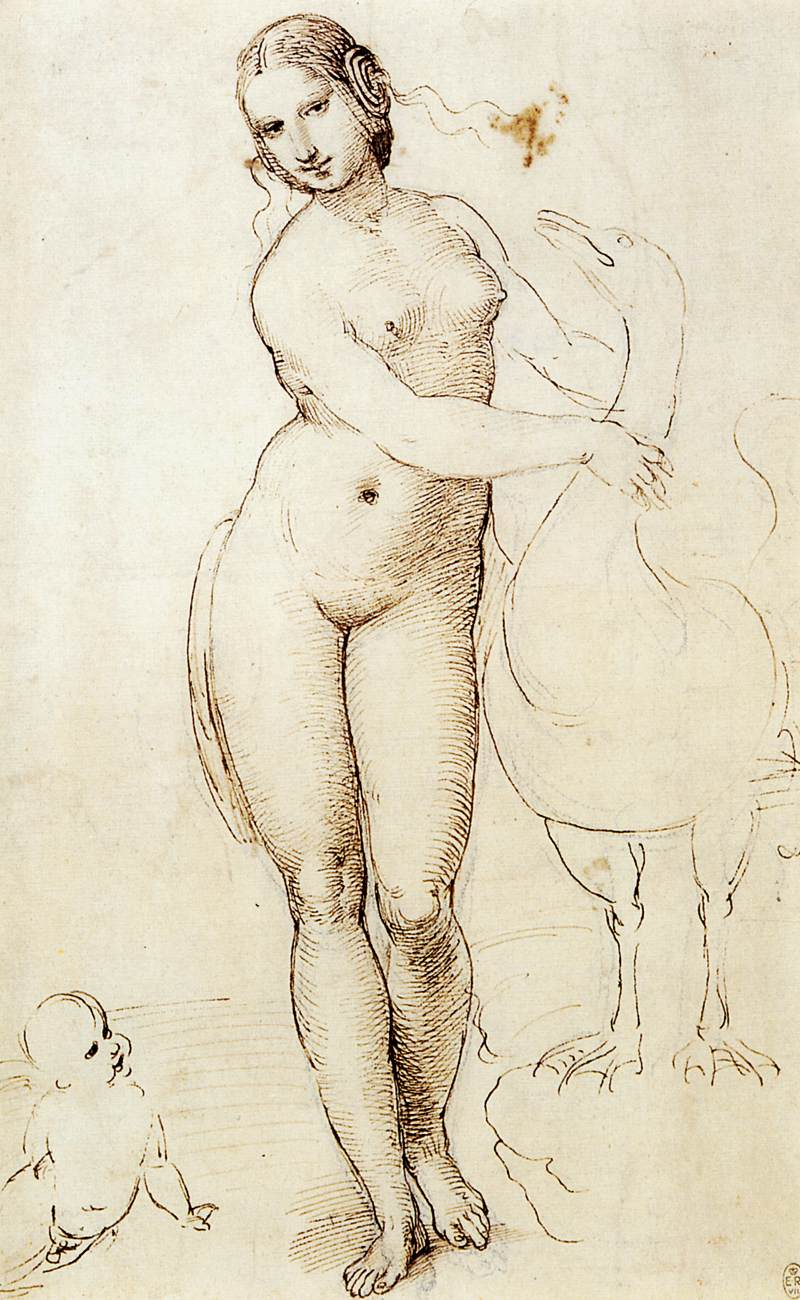
Dibujo atribuido a Rafael Sanzio, que se supone copia de la Leda de Leonardo

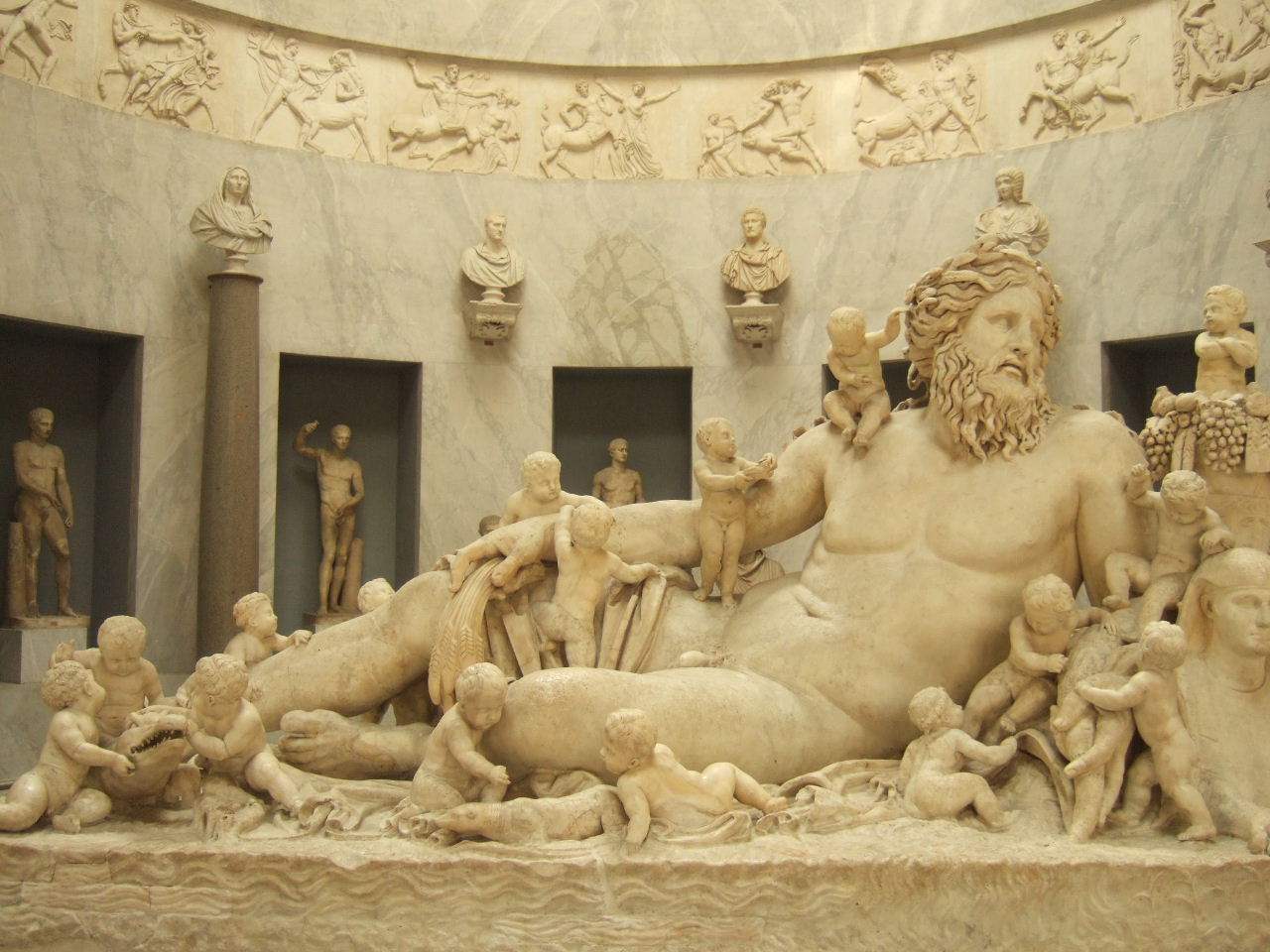
La escultura helenística, copia romana de un original de la escuela de Alejandría, llamada Nilo Vaticano (los 16 niños representan los 16 codos que podía aumentar el Nilo en su crecida anual.

De la Leda y el cisne, tema abordado por Leonardo en al menos dos ocasiones (1504, aparentemente sin llegar a realizar la obra, y 1508, que sí llevó a término, pero que se deterioró tanto con el paso del tiempo que se tomó la decisión de destruirla), se conservan varios bocetos atribuidos al maestro. Kenneth Clark propone que la Leda de pie habría sido realizada en cartón en dos ocasiones, la primera hacia 1504 y una segunda en 1510. Pedretti propone que la Leda arrodillada se vendría gestando lentamente, al tiempo que el maestro estaba pintando la La batalla de Anghiari, y que hacia 1508 abandonó el proyecto para enfocarlo como Leda de pie. Para Alison es un proceso de "estiramiento" que conduce de una versión a la otra. Calvesi hace retroceder el origen del proyecto de la Leda de pie a la época milanesa (1493-1495), como una alegoría de la fertilidad del Estado milanés, representado por el color oscuro del cisne (que solo aparece en la Leda Spiridon) en alusión a Ludovico el moro. Para Kemp las fechas han de ser muy posteriores, e indica que continuó trabajando en la Leda de pie hasta 1514 (basándose en la similitud del grupo de niños con el de una escultura antigua -la Alegoría del río Nilo- descubierta en 1512). La simbología de la fecundidad permite a muchos comentaristas relacionar la Leda con la Gioconda.

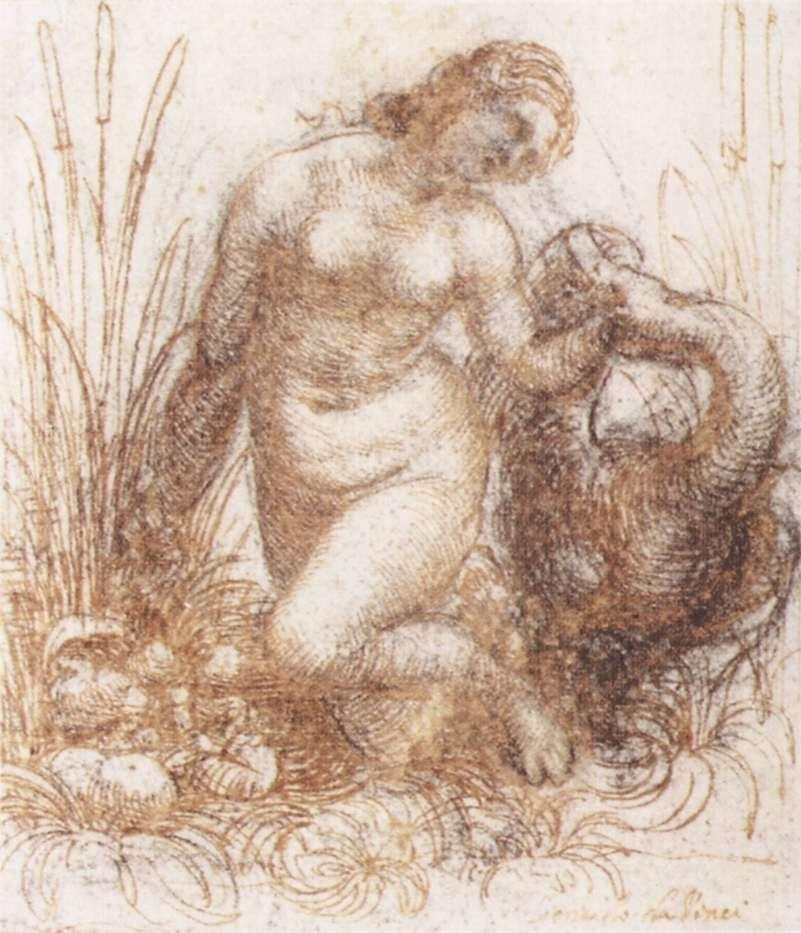
Boceto para la Leda arrodillada.
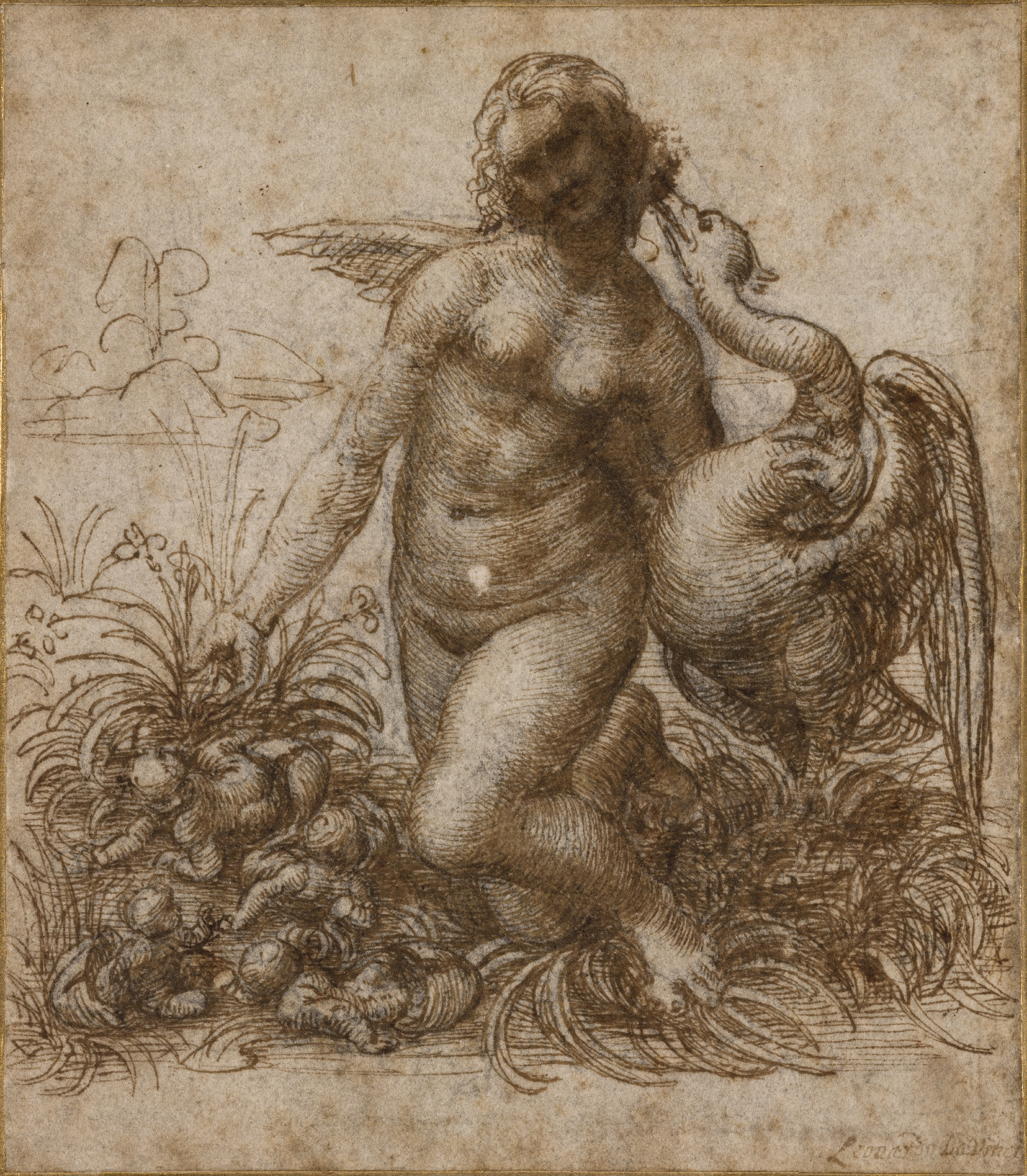
Boceto para la Leda arrodillada.
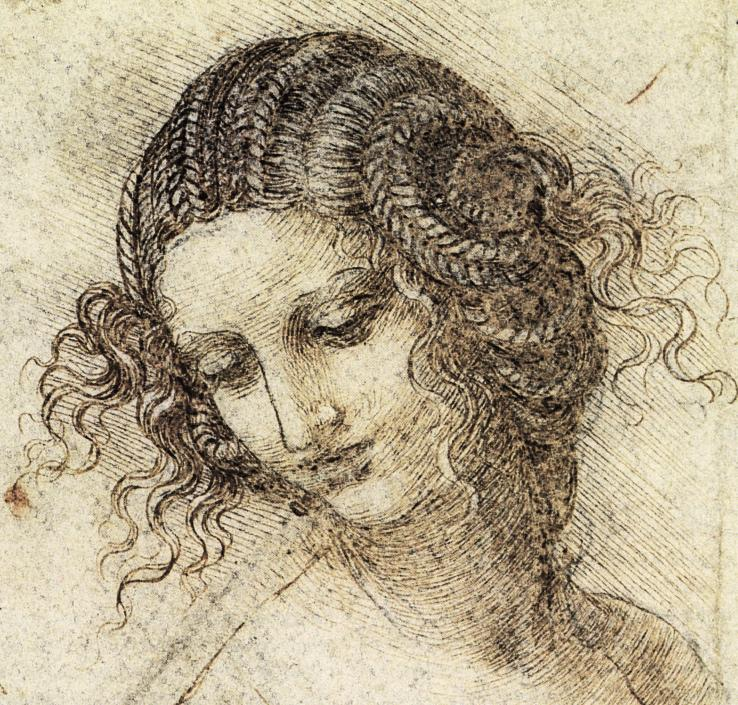
Boceto previo a la Testa di Leda ("cabeza de Leda").
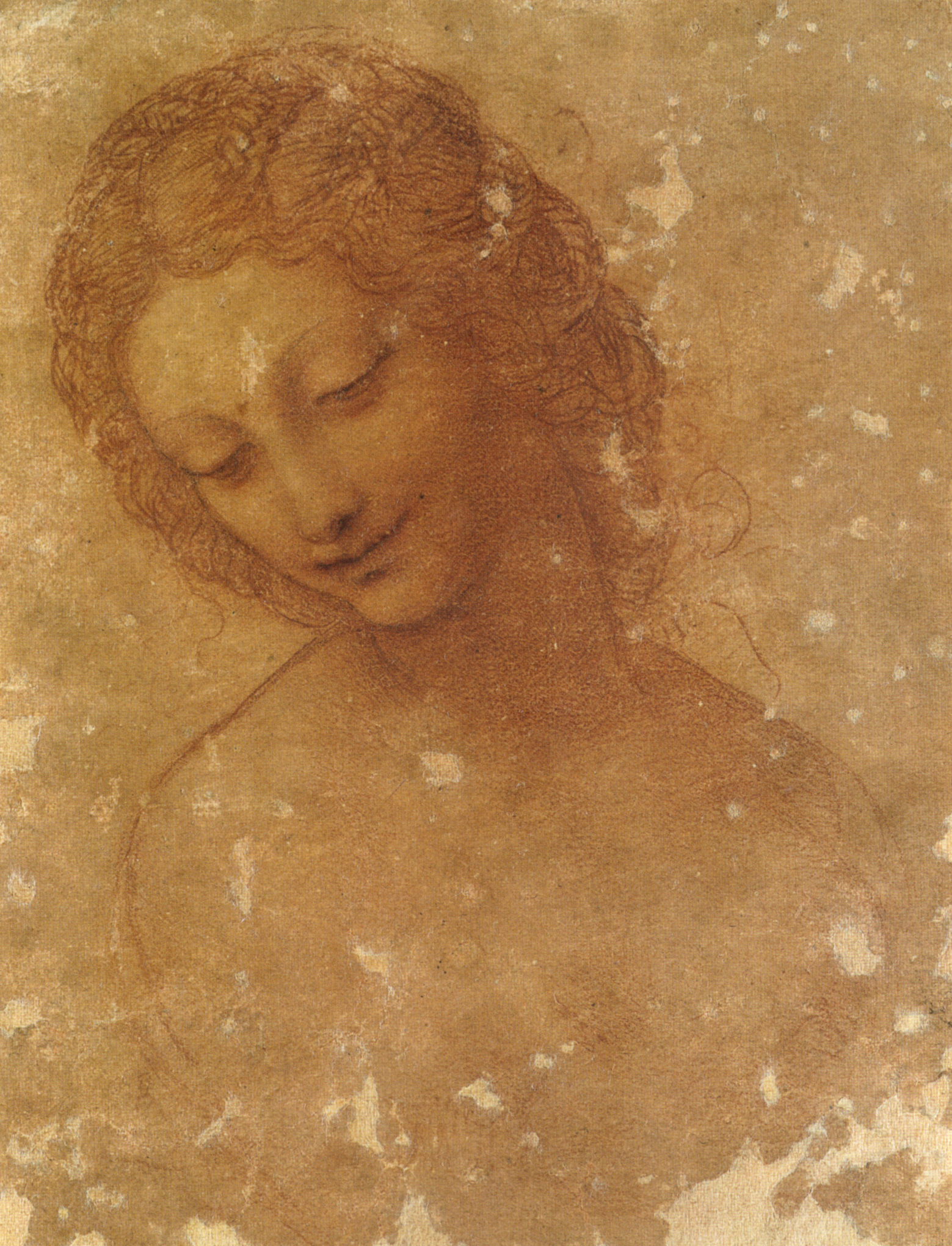
Testa di Leda.

De la mano de los leonardeschi se conservan numerosa copias, réplicas o versiones, con distintas atribuciones. Además de una única versión de la Leda llamada inginocchiata ("arrodillada") o accovacciata ("acurrucada"), hay cuatro principales versiones de la Leda "de pie", que se suelen localizar temporalmente hacia 1509-1510 o más tarde. Se conservan, la primera en la Galeria degli Uffizi de Florencia (la llamada Leda Spirodon por su anterior propietario, Lodovico Spirodon -fue brevemente poseída por Hermann Goering, a quien se la vendió la condesa Gallotti Spirodon en 1941), Marani la atribuye a Fernando Yáñez de la Almedina, mientras que Natali lo hace al estudio de Lorenzo di Credi; la segunda en la Galleria Borghese de Roma, atribuida a il Sodoma; la tercera en Wilton House (la llamada Leda Salisbury), atribuida a Cesare da Sesto; y la cuarta en la Colección Johnson del Museo de Arte de Filadelfia.

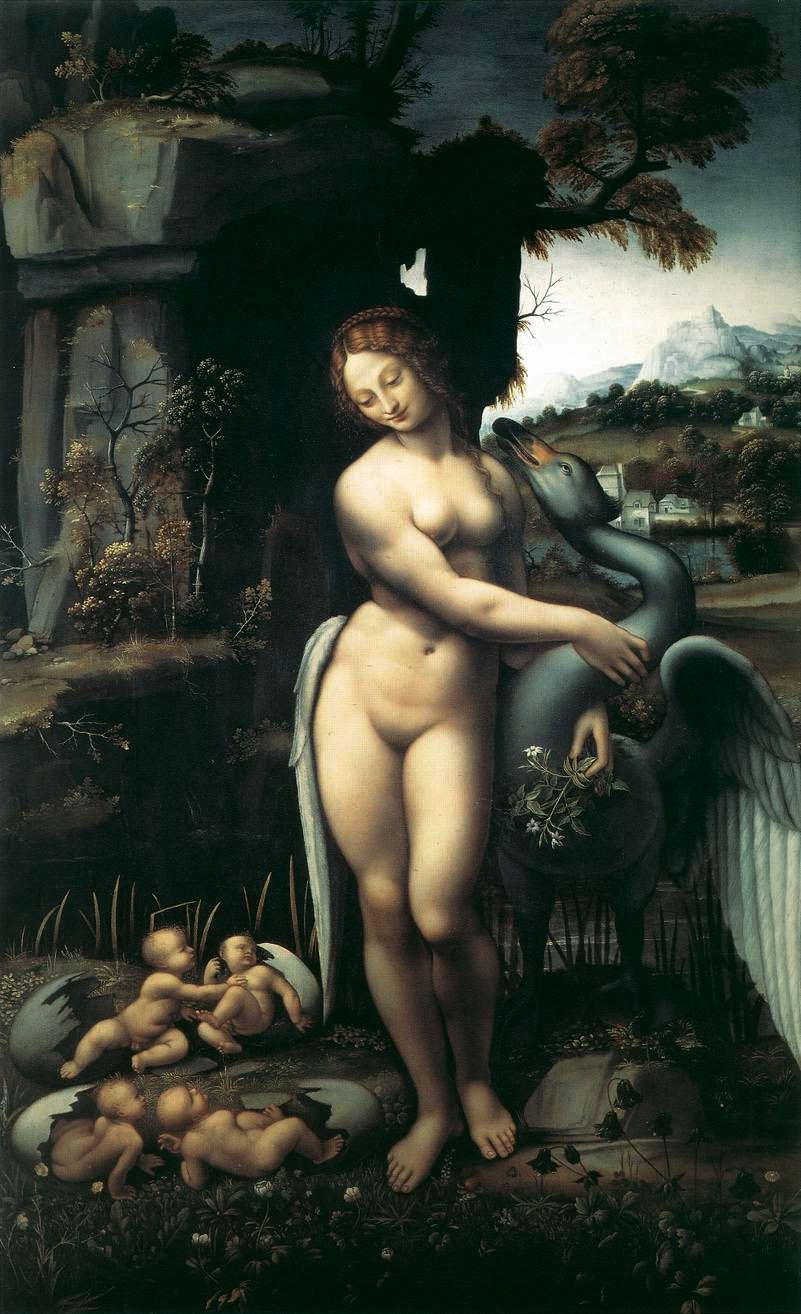
Leda llamada Spirodon o Uffizi, copia quizá de Francesco Melzi, c. 1515. Galleria degli Uffizi, Florencia.
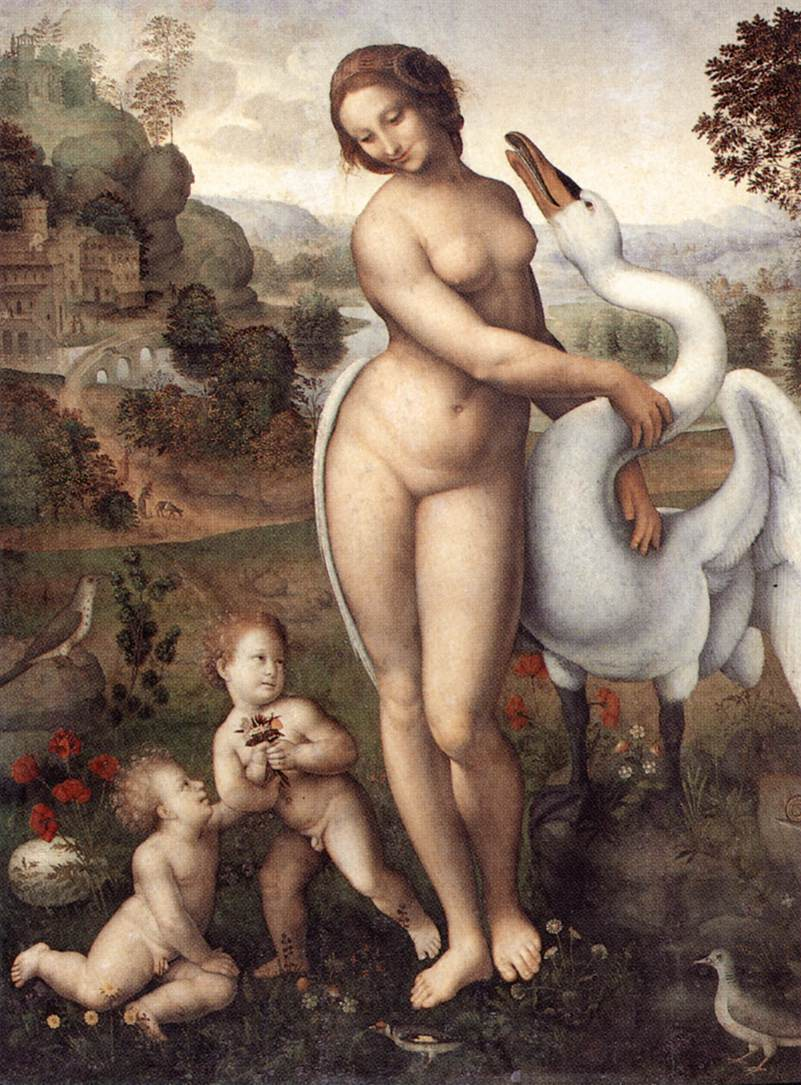
Leda llamada Borghese, copia atribuida a il Sodoma, c. 1510–15. Temple sobre madera, Galleria Borghese, Roma.
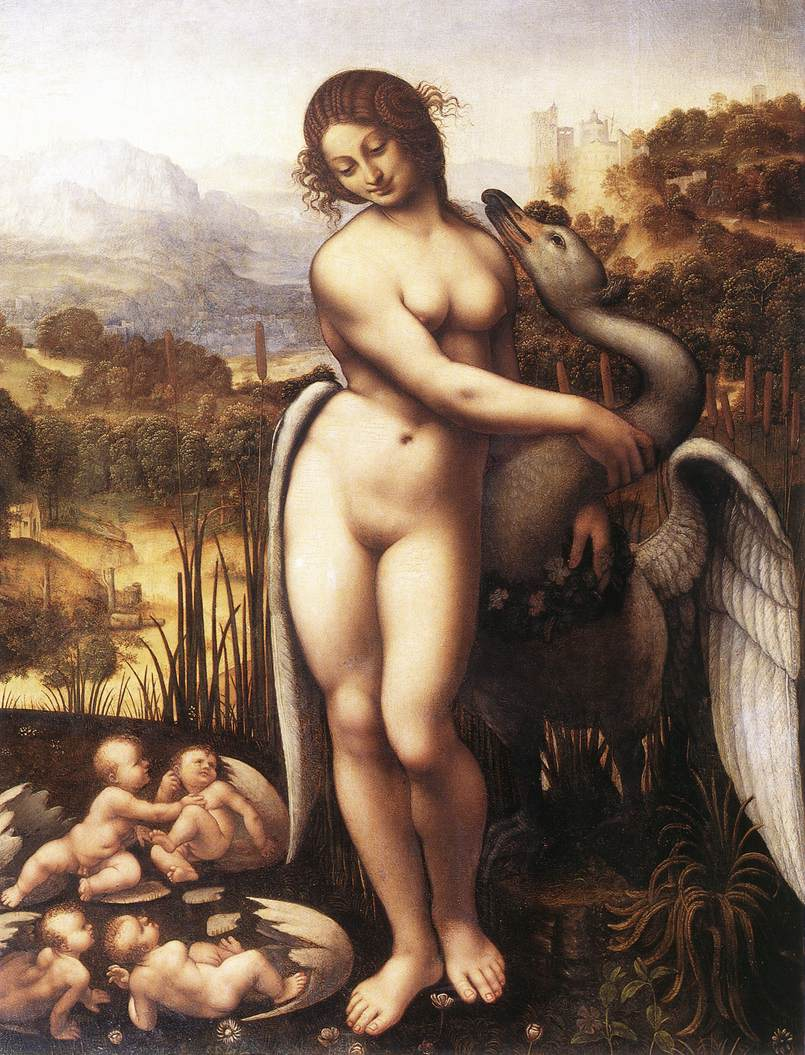
Leda llamada Salisbury, copia atribuida a Cesare da Sesto, 1515-1520. Óleo sobre lienzo, Wilton House, Salisbury.
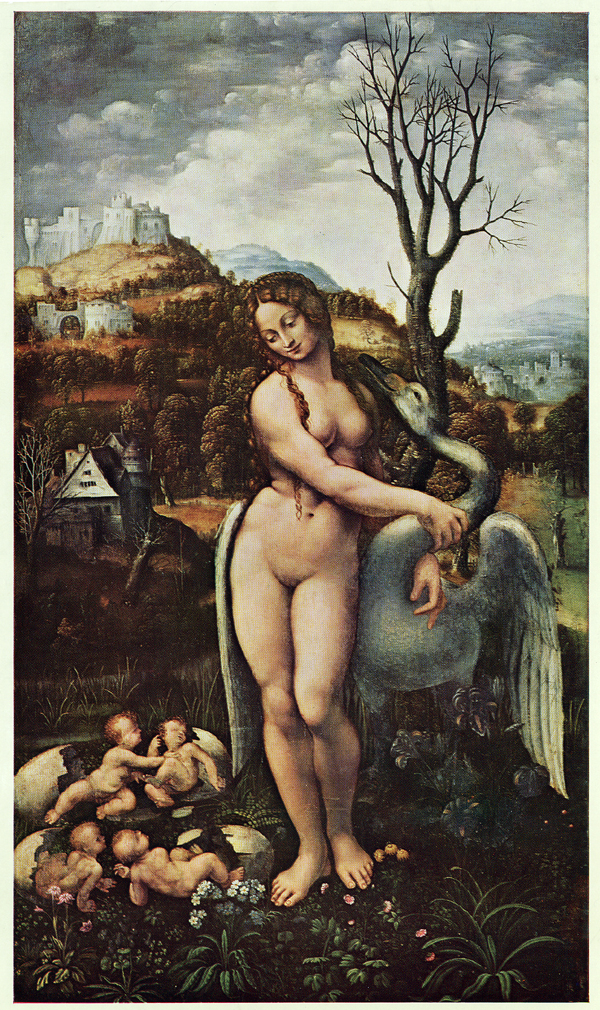
Leda llamada Johnson, comienzos del siglo XVI. Óleo sobre tabla, Philadelphia Museum of Art, Filadelfia.

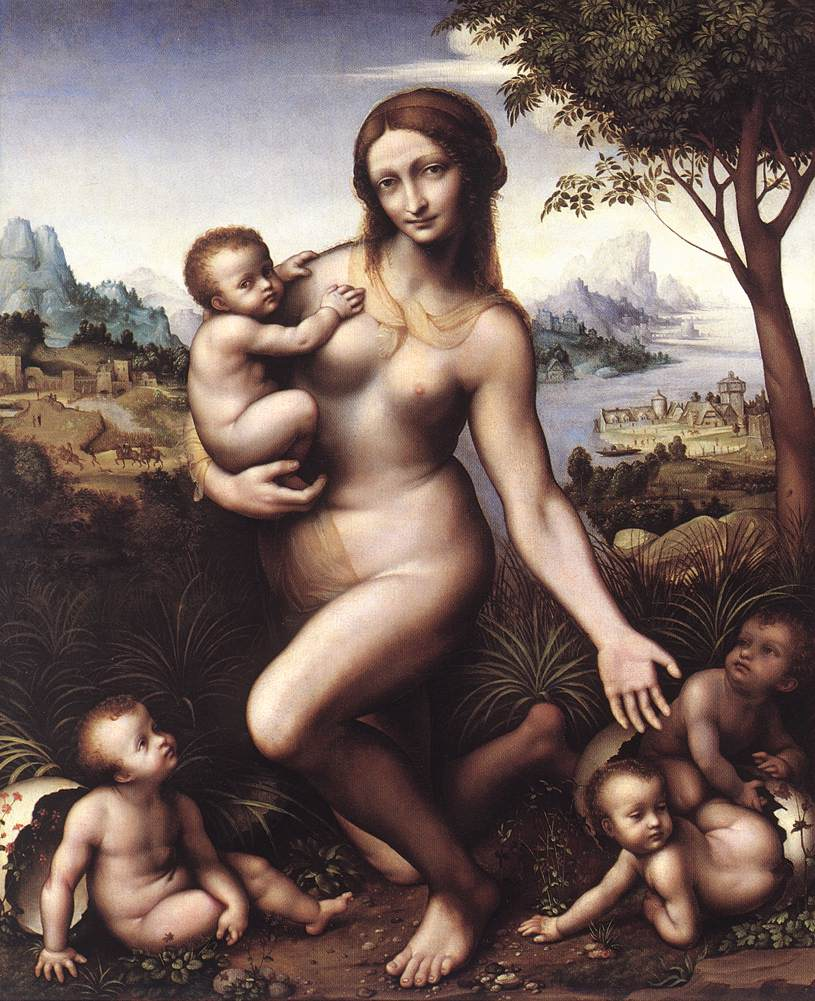
Leda con sus hijos, de Giampietrino, que mantiene la postura de la Leda accovacciata, ca. 1520
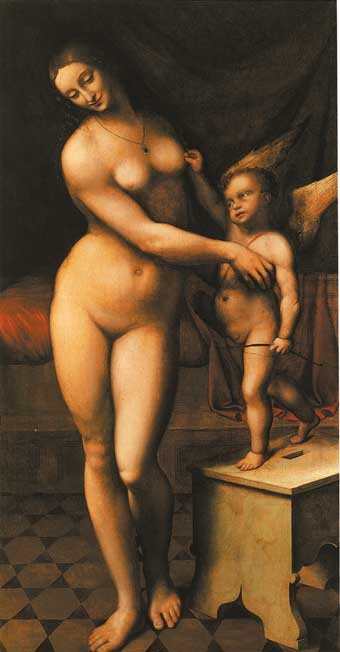
Venus y Cupido, de Giampietrino. Colección particular, Milán
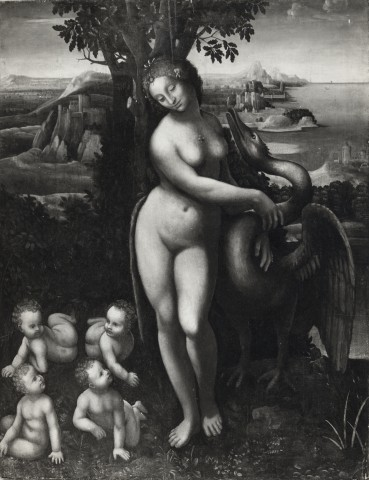
Leda y el cisne, de Giampetrino. Colección C. Gibbs, Londres

Miguel Ángel realizó una versión diferente del tema (1529), representando con gran atrevimiento el preciso momento en el que el cisne se acopla con Leda, tumbada sobre su espalda. Esta obra también se ha perdido, pero se conservan algunas copias, destacadamente las realizadas a partir del cartón conservado por Antonio Mini, como son un grabado de Cornelis Bos (1563) y las dos pinturas que realizó Rubens (1601 y 1602). También se realizó una versión escultórica por Ammannati (ca. 1540) y otra de Pierino da Vinci (antes de 1553).

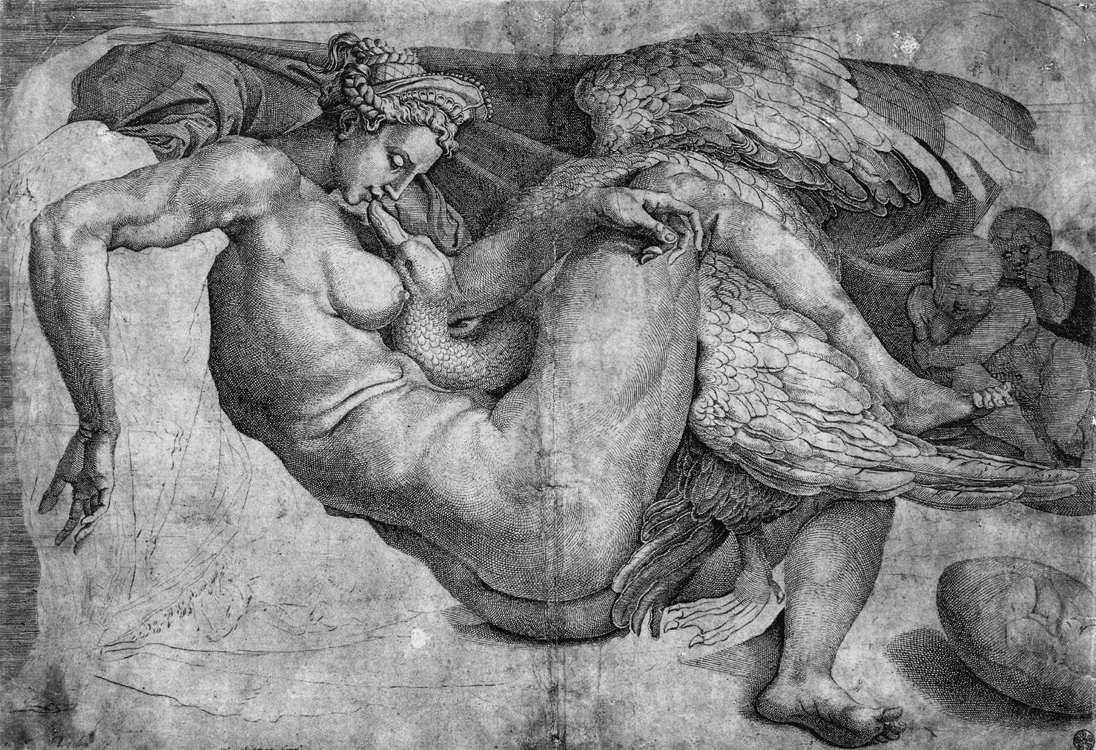
Grabado de Cornelis Bos.
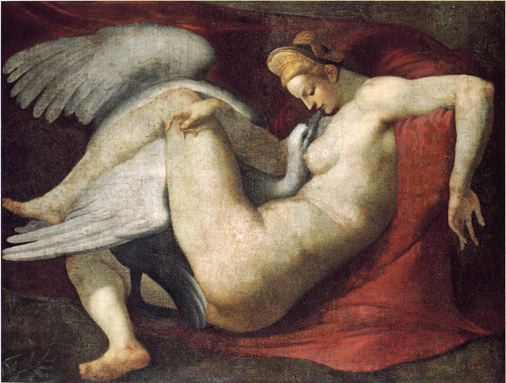
Copia de la Leda y el cisne de Miguel Ángel
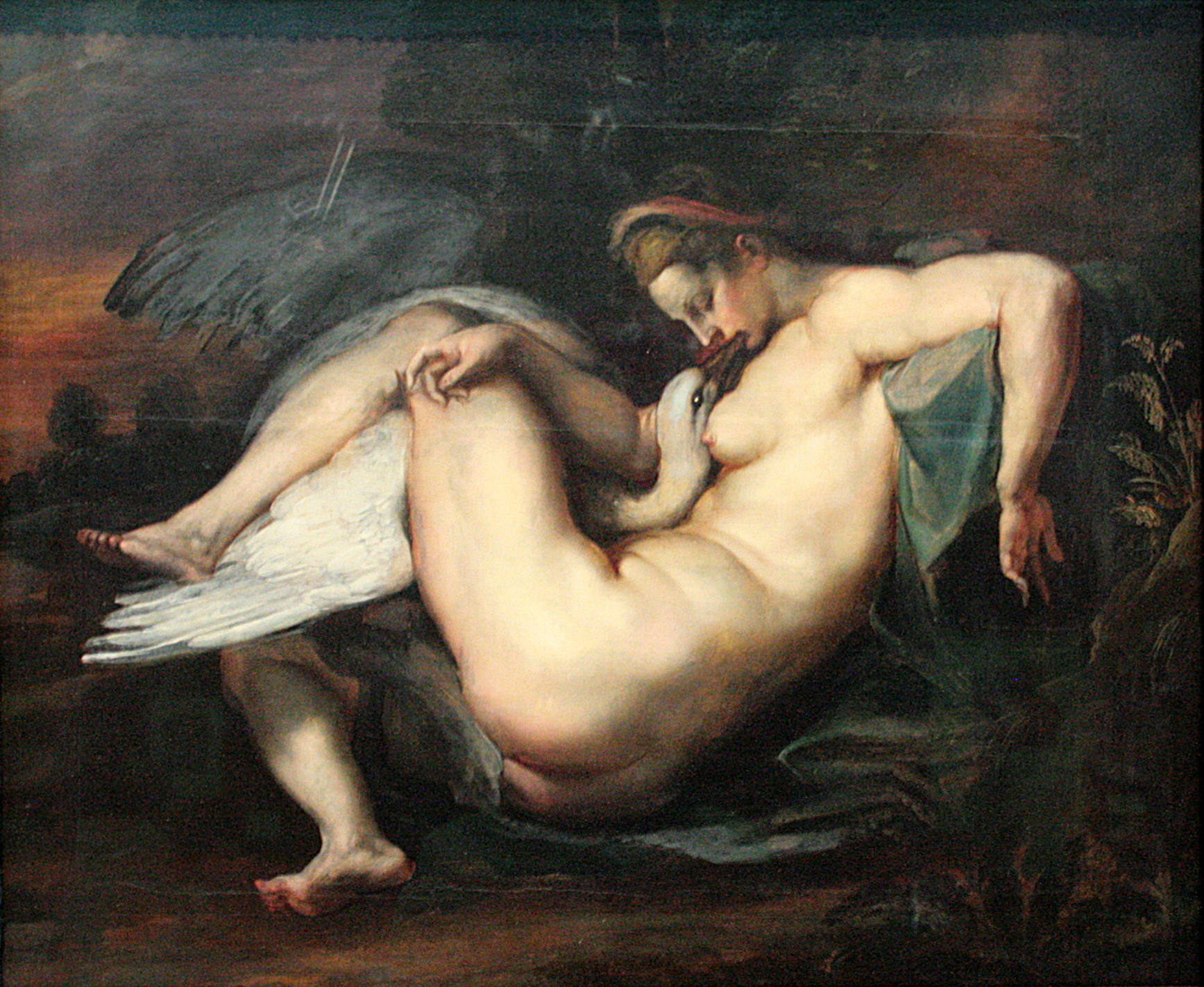
Copia de Rubens.
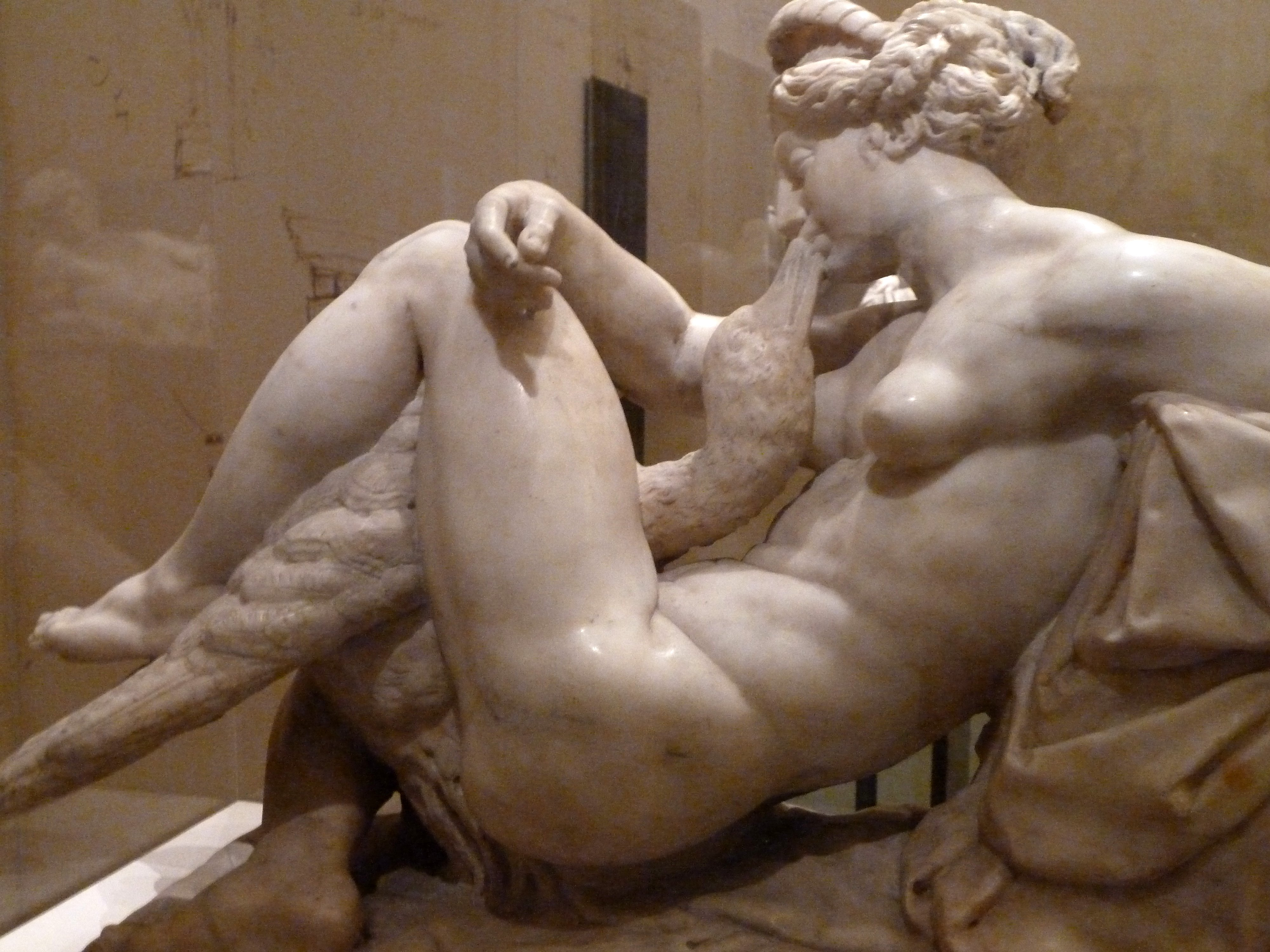
Escultura de Ammannati, en bulto redondo.
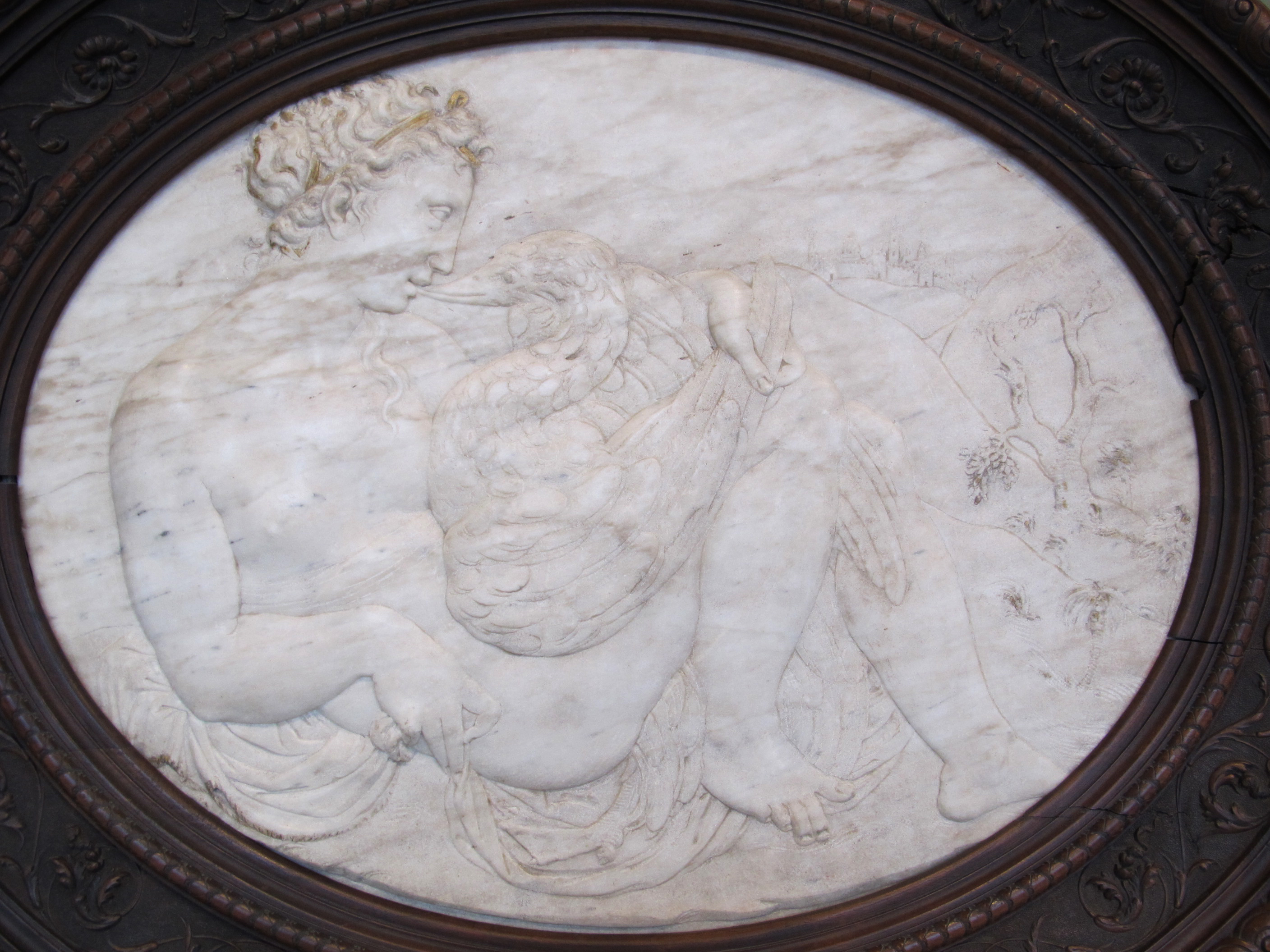
Escultura de Pierino da Vinci, en relieve.

Establecida la iconografía de la Leda tumbada, el tema fue revisitado por muchos otros pintores manieristas (Pontormo y Bacchiacca habían realizado versiones sobre el modelo leonardesco), como Rosso Fiorentino, Vincent Sellaer (ca. 1530), Georg Pencz (antes de 1550), Correggio (1531-1532), Luca Cambiasso (1540), Tintoretto (1570), Veronés (ca. 1585) o Palma el Joven (ca. 1590); y por el escultor Vincenzo Danti (1570). A lo largo de los siglos, el tema fue tratado con distintos criterios estilísticos: en el siglo XVIII por Boucher (Rococó), en el XIX por Moreau (Simbolismo) o por Cezanne (Postimpresionismo), en el XX por las vanguardias representadas por Matisse, los escultores Maillol y Brancusi, etc.

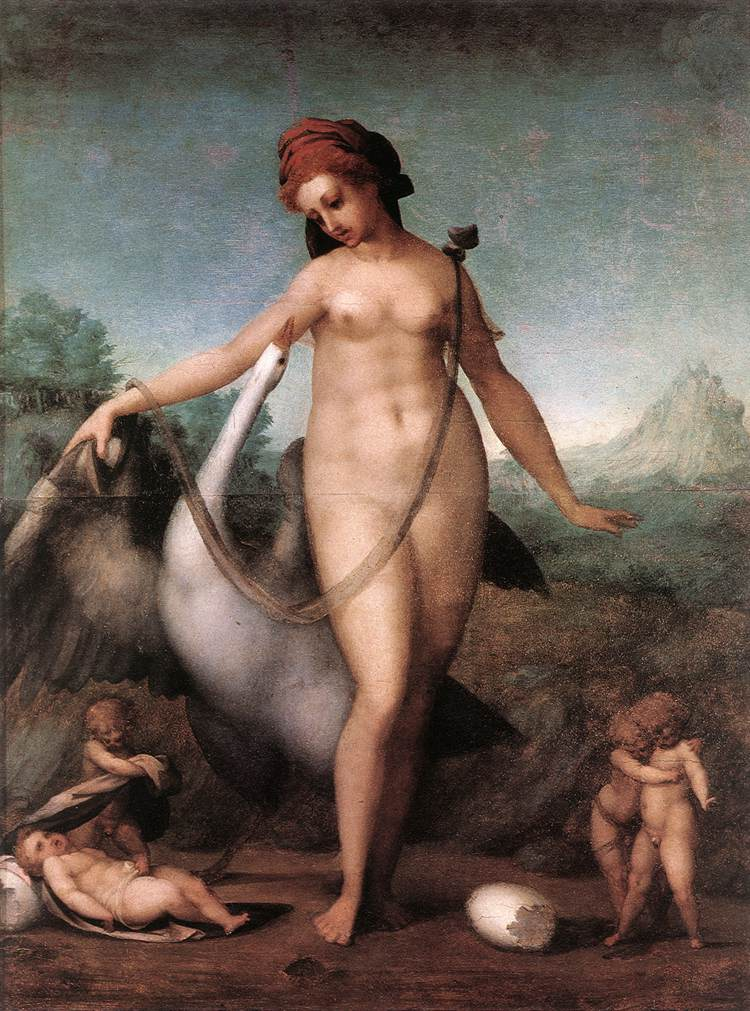
Pontormo, 1512-1513, Galeria Uffizzi, Florencia.
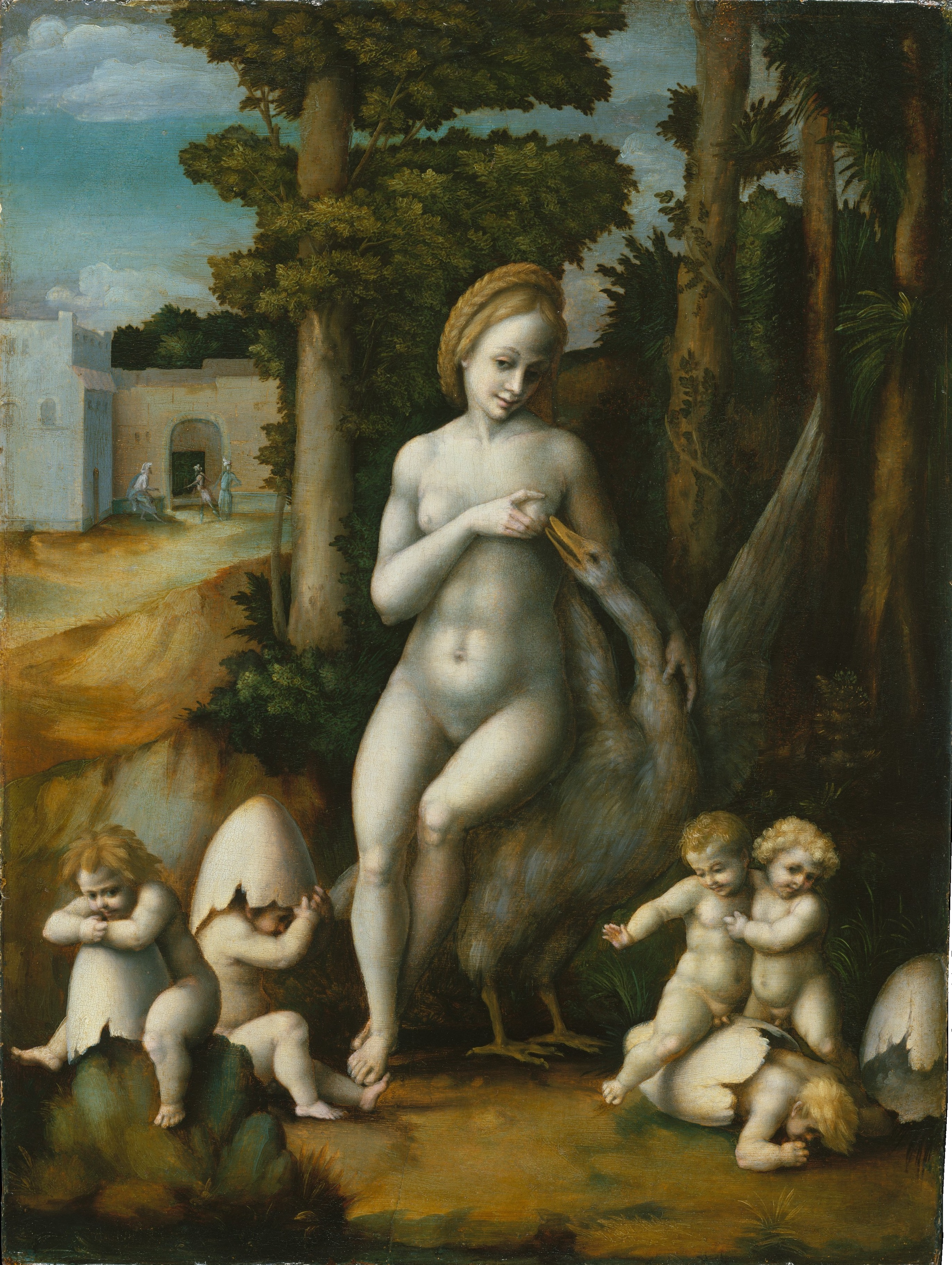
Bacchiacca, Metropolitan, Nueva York.
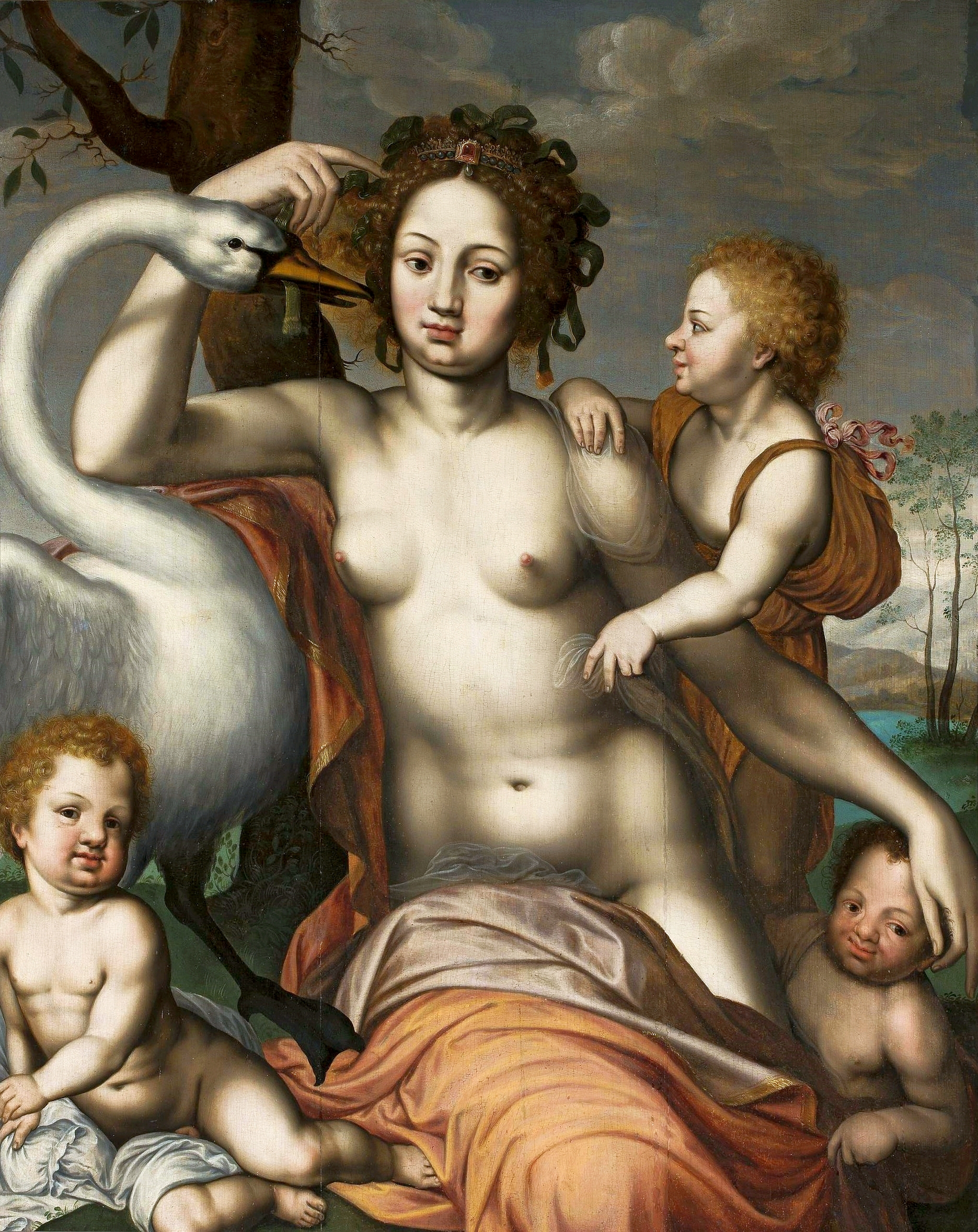
Sellaer, Museo Nacional de Varsovia.
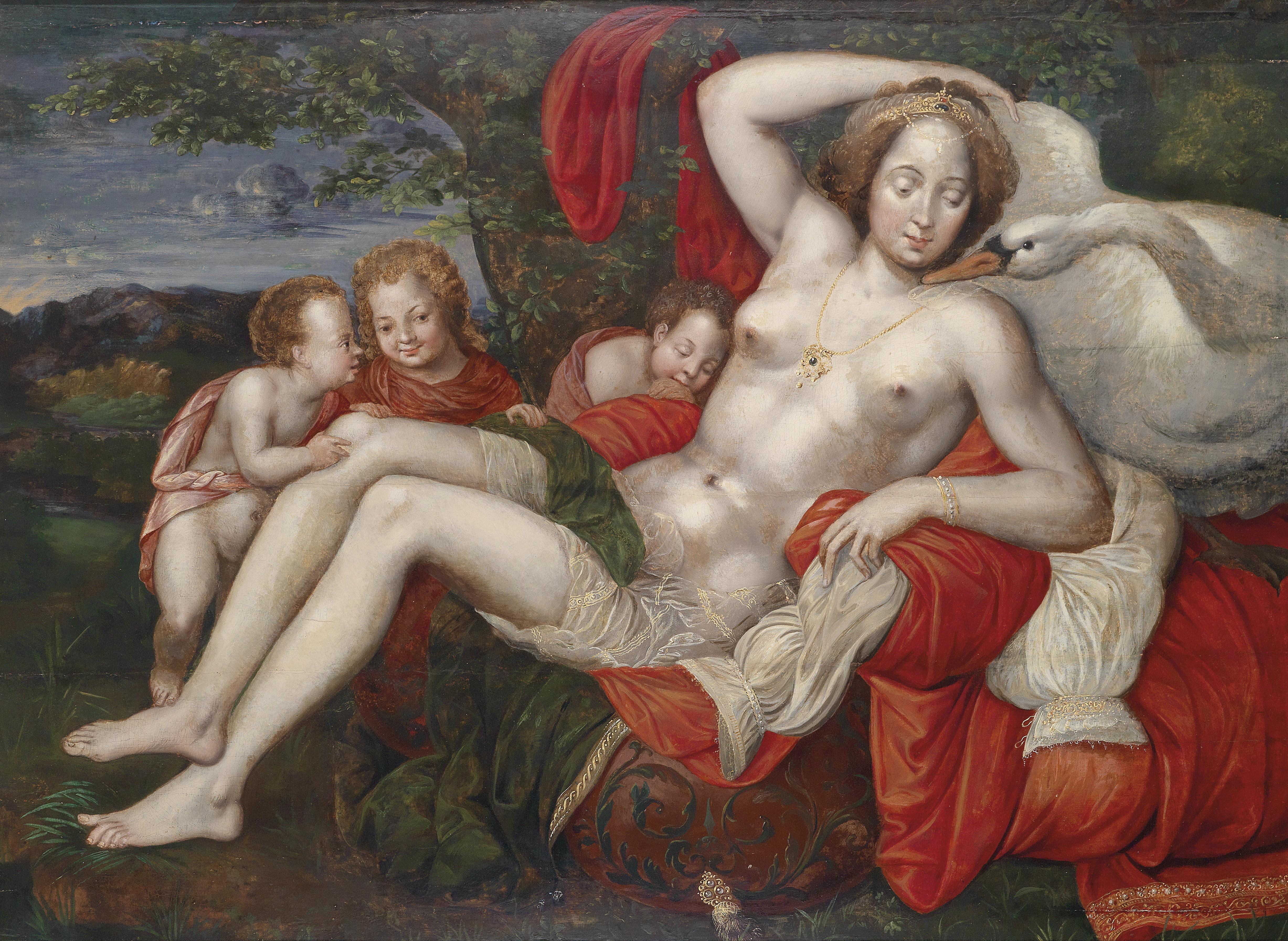
Círculo de Sellaer, colección privada, Viena.
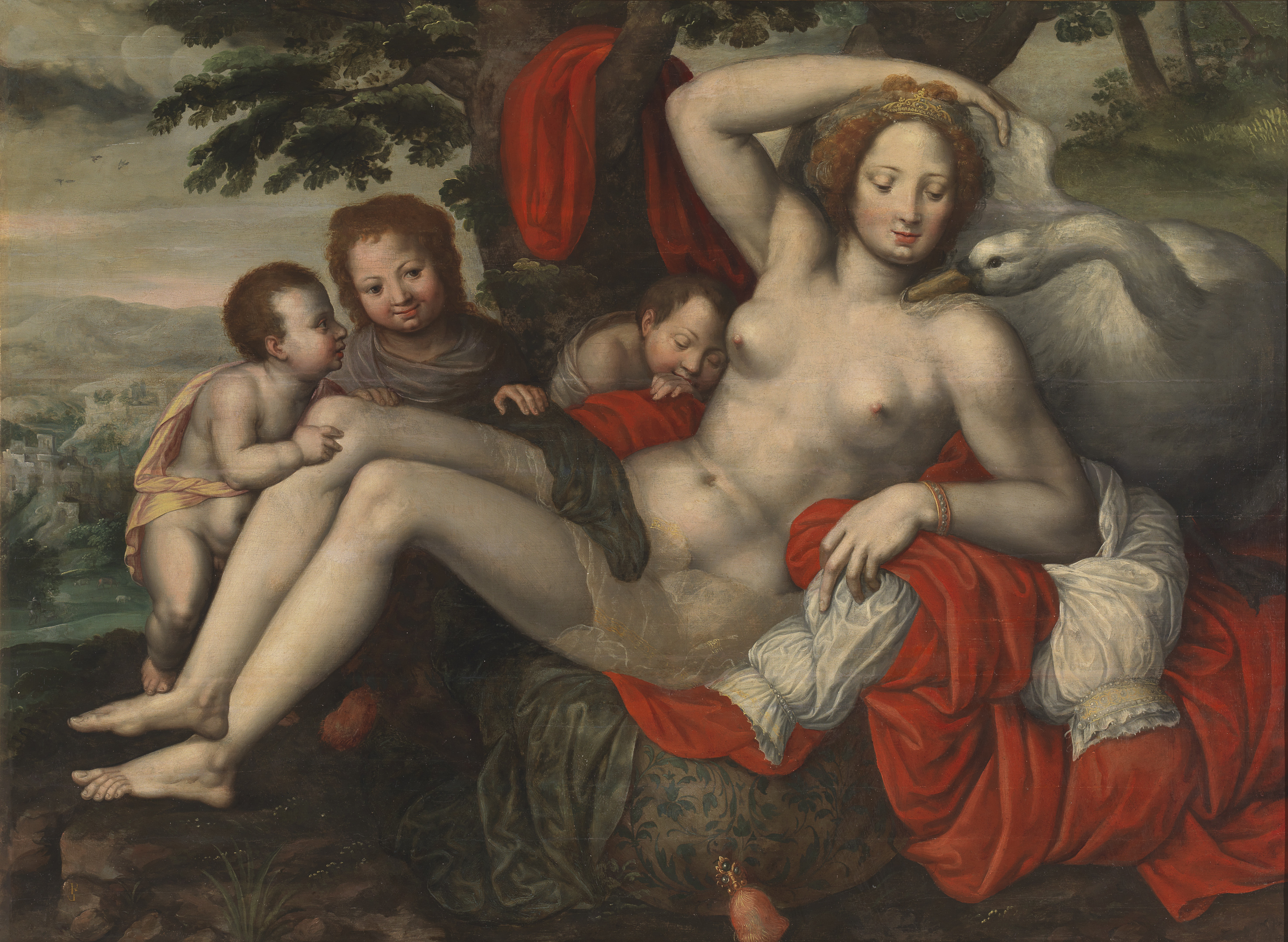
Pencz, Museo del Prado.
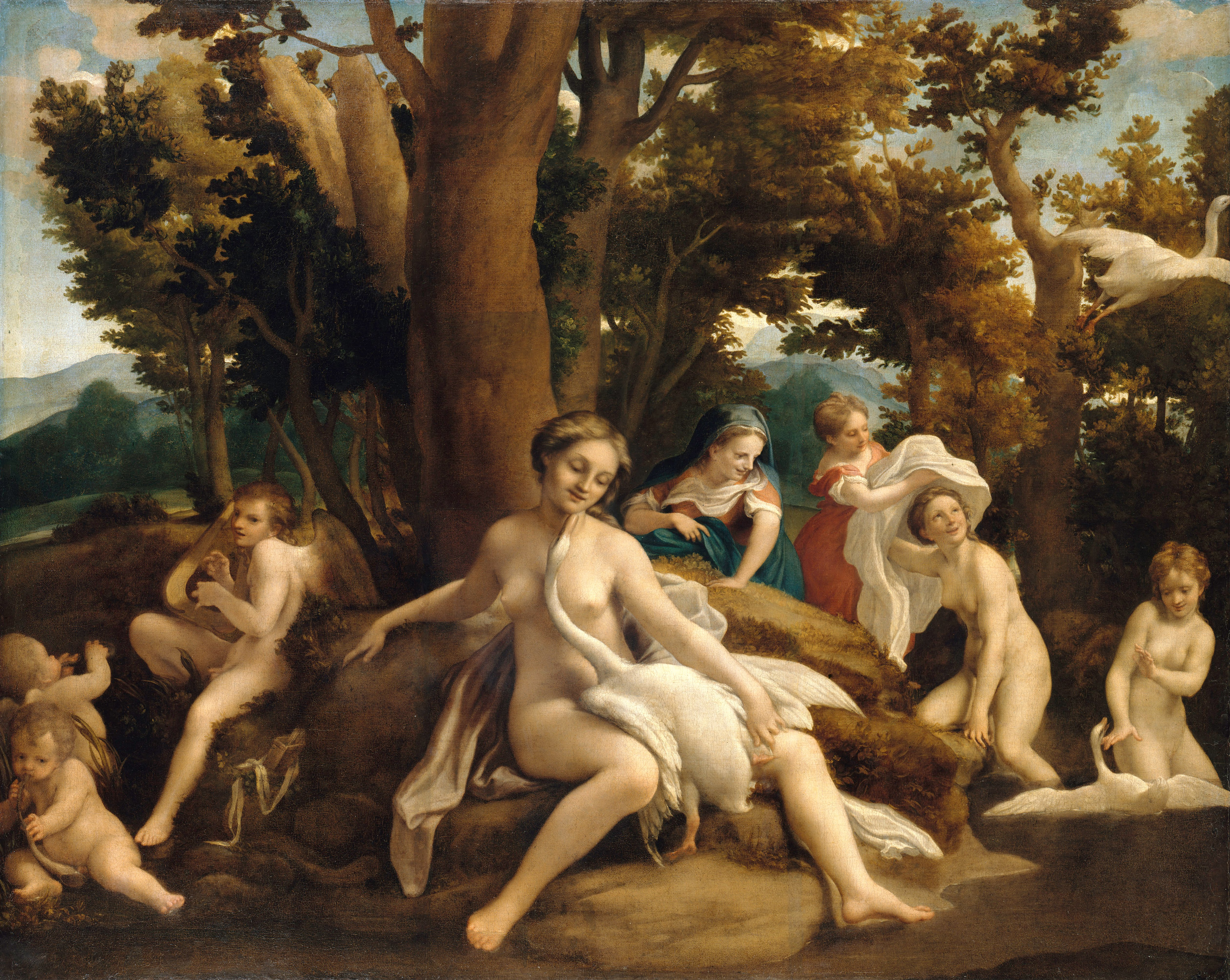
Correggio, Gemäldegalerie, Berlín.
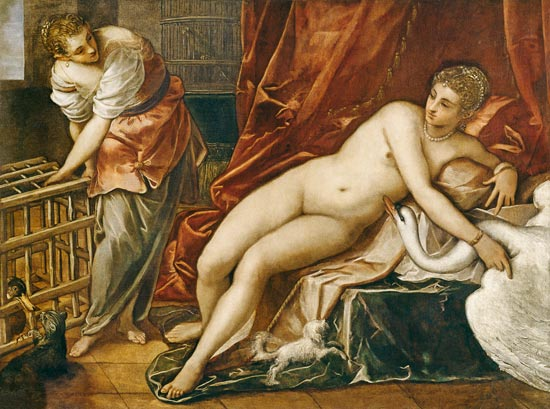
Tintoretto, Galeria degli Uffizzi, Florencia.
Hendrick Jansz. Terbrugghen, sobre el modelo de Tintoretto, Palazzo Vecchio, Florencia.
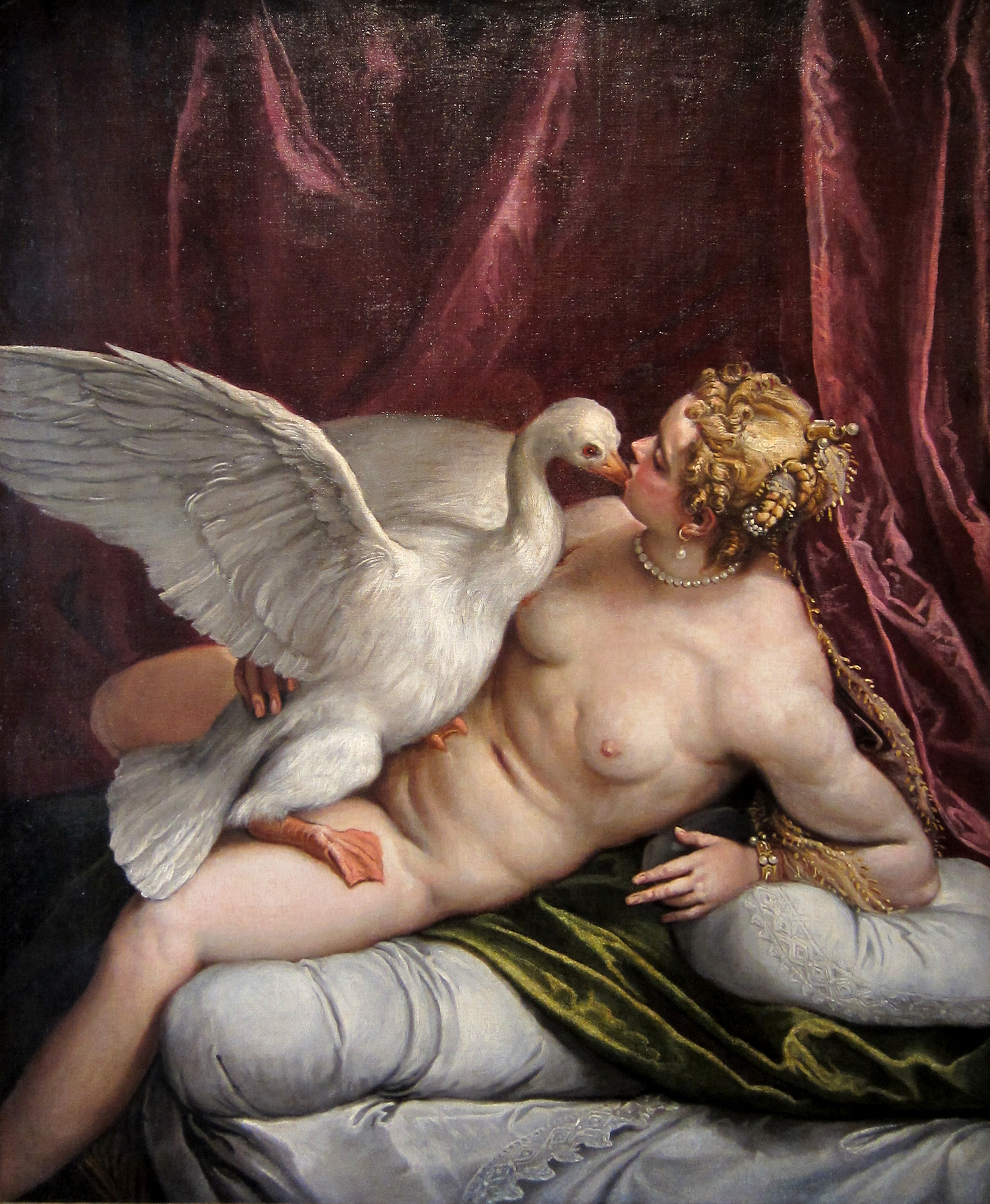
Veronés, Museo Fesch, Ajaccio.
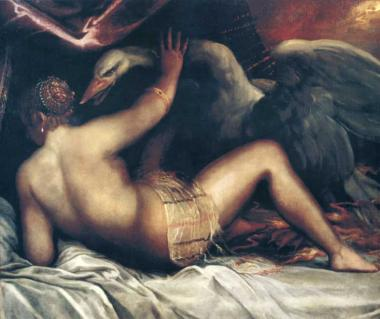
Palma el Joven, Museo del Palacio de Jan III, Wilanow.

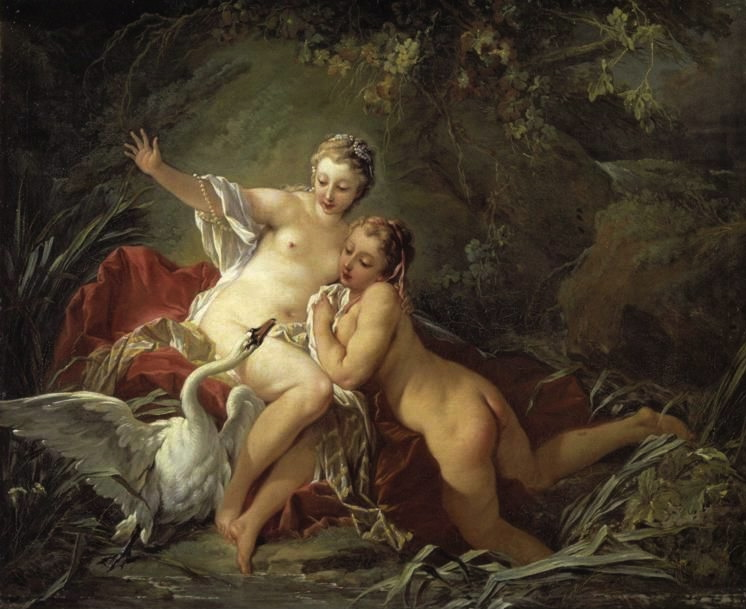
François Boucher, Museo Nacional de Estocolmo.
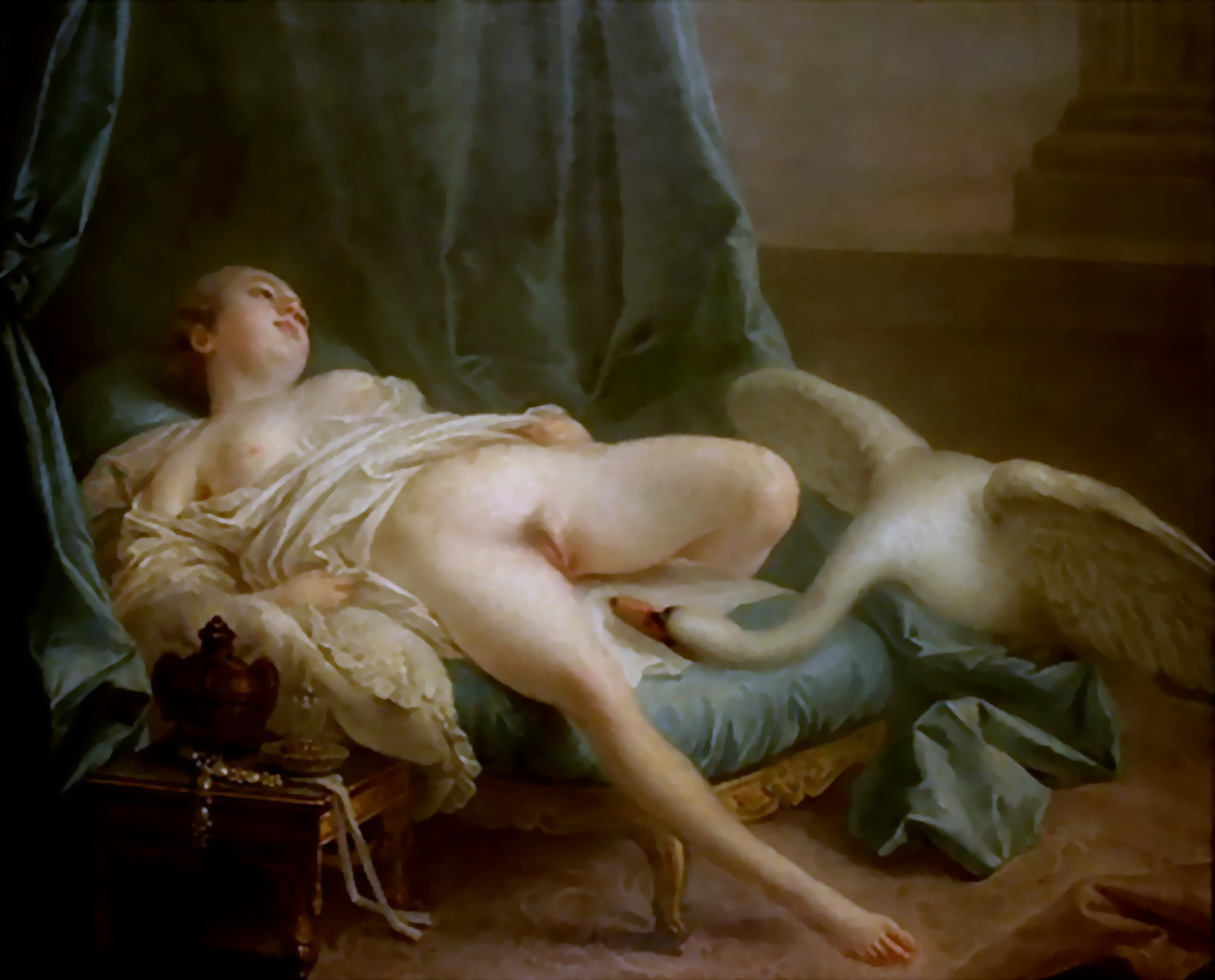
Atribuido a Boucher, colección privada.
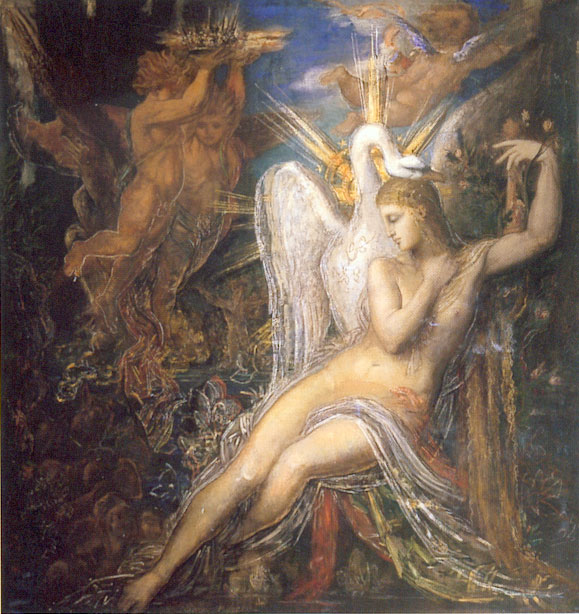
Moreau, Musée national Gustave Moreau, París.
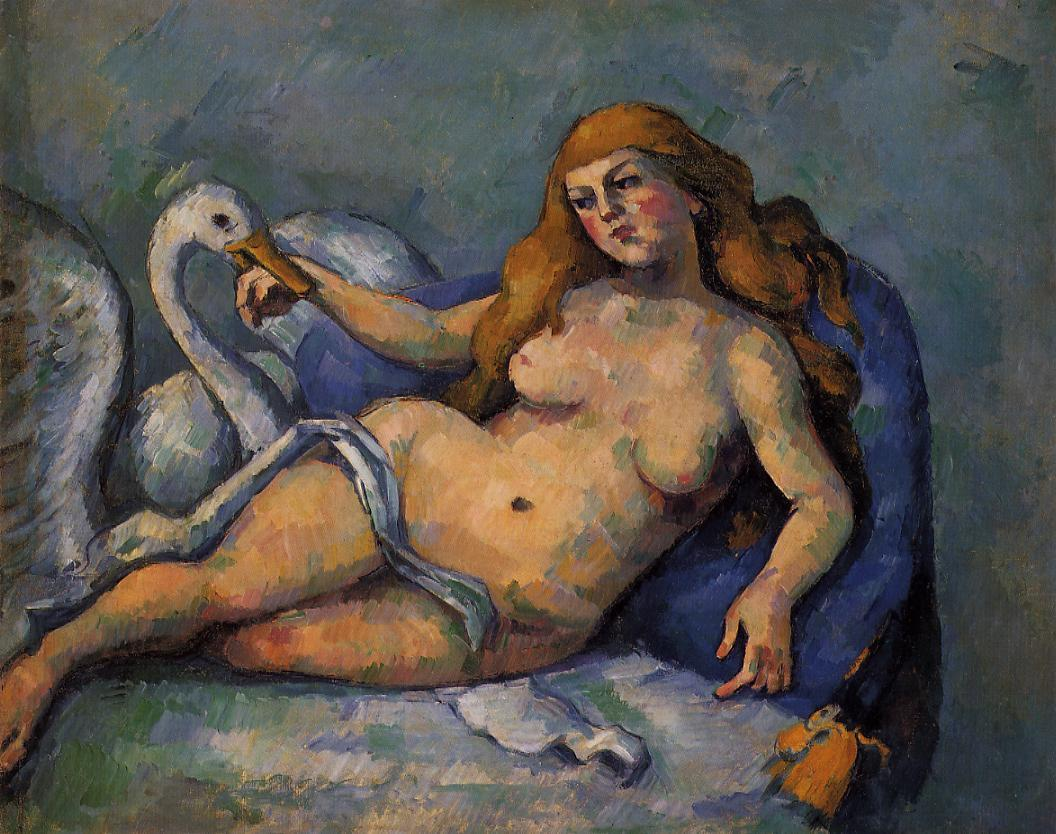
Cezanne, Barnes Foundation, Filadelfia.